# باتلجراوند
باتل جراوند بالإنجليزية (Battleground) هو أحد المهرجانات التي تقدمها مؤسسة المصارعة الحرة الترفيهية wwe . تم عرض أول حدث عام 2013 .

## أماكن ومواعيد
| الحدث              | التاريخ         | المدينه                         | المكان                | الحدث الرئيسي |
| ------------------ | --------------- | ------------------------------- | --------------------- | --- |
| باتل جراوند (2013) | October 6, 2013 | بوفالو (نيويورك)، ولاية نيويورك | مركز كي بنك           | راندي أورتن vs. دانيال برايان in a أنواع مباريات المصارعة for the vacant بطولة العالم للدبليو دبليو إي للوزن الثقيل              |
| باتل جراوند (2014) | July 20, 2014   | تامبا (فلوريدا)، فلوريدا        | Tampa Bay Times Forum | جون سينا (c) vs. Randy Orton vs. كين vs. رومان رينز in a Fatal four-way match for the بطولة العالم للدبليو دبليو إي للوزن الثقيل |
| باتل جراوند (2015) | July 19, 2015   | سانت لويس (ميزوري)، ميزوري      | إنتربرايس سنتر        | سيث رولينز (c) vs. بروك ليسنر in a Singles match for the WWE World Heavyweight Championship                                      |